# Амброз Штрумбергер
Амброз Штрумбергер (Сигмундхаузен, 4. децембар 1877 — 9. март 1915) је је био професор музике и хоровођа а уједно и један од најзнаменитијих Пироћанаца који је родом из Чешке.

## Биографија
Рођен 4. децембра 1877. у Сигмундхаузену у Астроугарској (Sigmundshausen/Zsigmondháza сада Арад, Румунија). Његова породица се, навероватније, након Берлинског конгреса 1878. и добијања независности Румуније од Османског царства преселила у Румунију у град Јаши. Амброз је уписао студије харфе на конзерваторијуму у Бечу. Студирао је у класи професора Алфреда Замаре о ћему постоје и званични записи у архиву Друштва љубитеља музике из Беча (Archive of the Gesellschaft der Musikfreunde. Musikvereinsplatz 1 , 1010 Vienna). Пре доласка у Србију, оквирно 1902. или 1903., био је ожењен Немицом са којом није имао деце и која је врло млада преминула.

### Служба у Србији
1903. уредбом краља Александра Обреновића бива са позиције капелника Шестог пешадијског пука постављен за капелника музике Осмог пешадијског пука Краља Александра. Након мајског преврата у улази у сукоб са намесником краља Петра Карађорђевића и бива премештен у Пирот следеће године, 1904. као капелник музике Трећег пешадијског пука. Са својим сународником Јованом Јежеком ће радити у Пироту све до 1911. године. Те исте године, Амброз прелази у православну веру и мења име у Алексије.
Алексије је са својим пуком прошао Балканске ратове. Радио је и као професор музике и певања од фебруара 1910. године у пиротској гимназији. Паралелно са овим послом, водио је женски хор у Приватној женској гимназији.
Накратко је био и хоровођа певачког друштва Момчило.

### Приватни живот
При доласку у Пирот 1904, Амброз се оженио Анком која међутим умире јако млада 1909. године. Са њом није имао деце. Трећи пут се оженио Београђанком Зорком Рајковић с којом је живео у Пироту и са којом је имао Ружицу и Ратомира. Зорка је радила као учитељица а после тога као наставница у Приватној женској гимназији.
Умро је 9. марта 1915. од последица срчаног удара.
Зорка се касније преудала и умрла је у Београду. Његова ћерка и син касније одлазе у Београд са мајком. Неки његови потомци који носе његово презиме и данас живе у Београду.